# فرودگاه بین‌المللی بوآ ویستا
فرودگاه بین‌المللی بوآ ویستا (به انگلیسی: Boa Vista International Airport) (به زبان بومی: Aeroporto International de Boa Vista-Atlas Brasil Cantanhede) یک فرودگاه همگانی مسافربری با کد یاتا BVB است که یک باند فرود آسفالت دارد و طول باند آن ۲۷۰۰ متر است. این فرودگاه در کشور برزیل قرار دارد و در ارتفاع ۸۴ متری از سطح دریا واقع شده‌است.

## شرکت‌های هواپیمایی و مقصدهای پروازی
| شرکت‌های هواپیمایی     | مقصدهای پروازی                   |
| --------------------- | -------------------------------- |
| آزول برزیلین ایرلاینز | ادواردو گومز، ویراکوپوس-کامپیناس |
| گول ایر ترنسپورت      | برازیلیا                         |
| تام ایرلاینز          | برازیلیا                         |